# Grudziądz spårvägar
Grudziądz spårvägar omfattar ett 18,6 km långt spårvägsnät som trafikeras av två linjer. Det finns både sträckor med dubbelspår och enkelspåriga sträckor med mötesspår. Spårvägen invigdes 1896.

## Historia
Spårvägens officiella invigning ägde rum den 13 juni 1896. 1911 fattade man beslut att bygga ut spårvägen. Man hade en budget på 150 000 Mark. Efter detta kom spårvägen att byggas ut i mindre etapper fram till Tysklands ockupation av staden som började den 10 maj 1939 spårvägen var i drift fram till den 23 januari 1945 då östfronten i andra världskriget närmade sig. Efter sex veckors strid i staden var spårvägen kraftigt skadad och trafiken var inställd i cirka 10 månader. Man erhöll bl.a. vagnar från Kraków efter kriget. De första vagnarna tillverkade efter kriget kom till Grudziądz 1955. 1980 invigdes linjen till Tarpno där ett nytt bostadsområde byggdes. Den 5 september 1993 härjade en brand i vagnhallen, många vagnar skadades och trafiken fick ställas in i flera dagar. Som ersättning för förstörda vagnar köpte man begagnade Konstal 805Nb-vagnar från Warszawa.

## Trafik

Linjenätet i Grudziądz.

### Linjer
| Linje | Sträcka |
| ----- | --- |
| 2     | Rządz - Konstytucji 3 Maja / Łęgi - Południowa / Real - Chełmińska / Południowa - Chełmińska / Zachodnia - Chełmińska / Kraszewskiego - Chełmińska / Jackowskiego - Chełmińska / Wiejska - Chełmińska / Bydgoska - Chełmińska / Piaskowa - Chełmińska / Włodka - Al. 23 Stycznia - Rynek Główny - Wybickiego - Legionów / Szkoła - Legionów / Armii Krajowej - Legionów / Poliklinika - Tarpno |

Linje 1 från Trapno till Centralstationen lades ner den 13 augusti 2011. Linje 2 trafikeras från 4:00 till 23:00 (tiderna gäller måndag till fredag).

## Vagntyper

### Konstal 805Na / 805Nb
Spårvägen i Grudziądz fick de första vagnarna av typen Konstal 805Na 1980. Man har haft 26 vagnar som flest, idag har man 13. Ett antal vagnar har moderniserats hos ZNTK Mińsk Mazowiecki under 2010. Man har 6 vagnar av typen Konstal 805Nb (begagnade från Warszawa) alla tillverkade under början av 1990-talet.

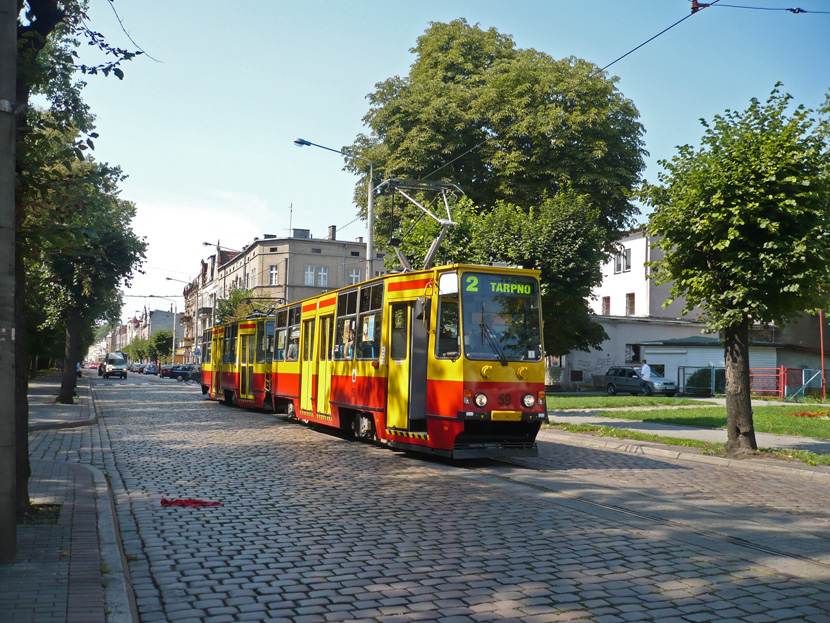
Konstal 805Na

### Düwag GT6 / GT8
De första begagnade spårvagnarna från Tyskland kom till Grudziądz 1997 och var av typen Düwag GT6. Man levererades 8 stycken vagnar av denna typ mellan 1997 och 2000. Två av vagnarna kom från Mannheim och de resterande 6 från Hagen. Vagnarna har trafikerat staden fram till 2010 då samtliga kvarvarande (7 stycken) togs ur trafik för att säljas till spårvägen i Łódź. Som ersättning för vagnarna av typen Düwag GT6 har man under år 2010 köpt 10 Düwag GT8 vagnar begagnade från Tyskland, denna gång kom de från Krefeld.

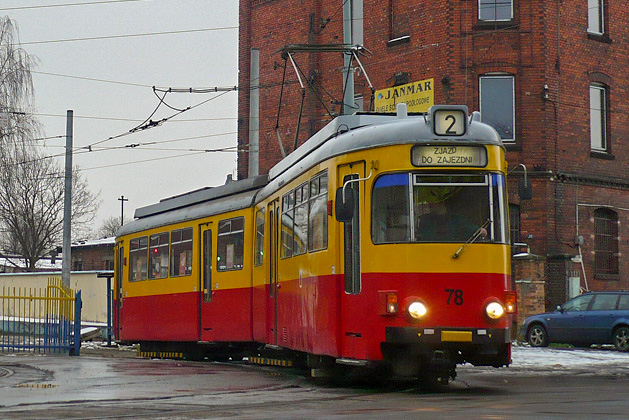
Düwag GT6
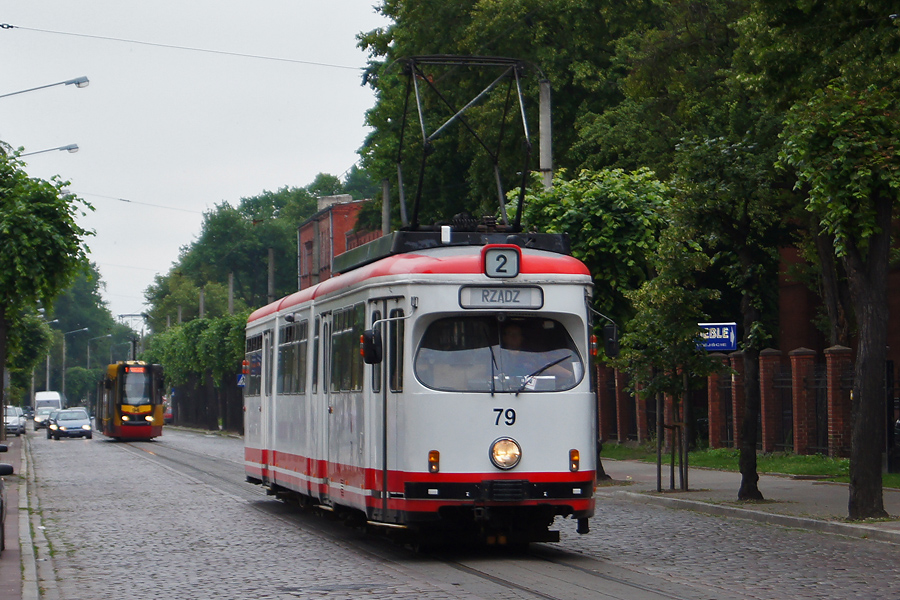
Düwag GT8